# Mondego

A Mondego folyó Portugáliában

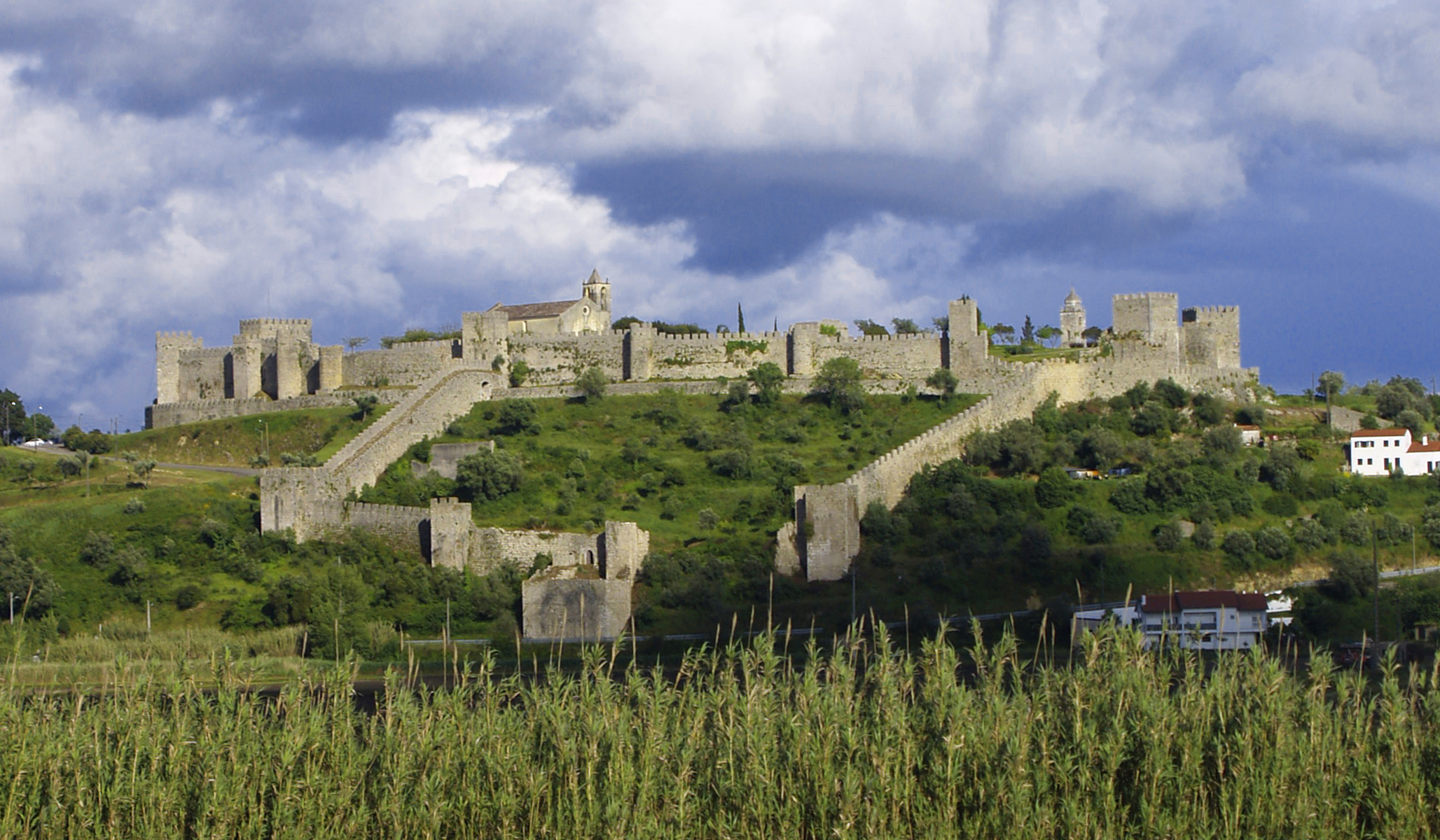
Montemor-o-Velho vára a Mondego mellett

A Mondego Portugália leghosszabb belföldi folyója. Két időszakban (871–981, illetve 1064–1093?) is az első portugál grófság és a Córdobai Kalifátus, illetve egyik utódállama, Badajoz taifa határvize volt.

## Földrajzi helyzete
Az ország északkeleti részén, az egykori Beira Alta tartományban, a Serra da Estrela hegyei között ered, és Figueira da Foznál, Lisszabontól körülbelül 150 km-rel északra ömlik az Atlanti-óceánba. Teljes hossza 220 km.

## Gazdasági jelentősége
Alsó folyása mentén terül el Portugália egyik legjelentősebb rizstermelő vidéke. A mondegótól délre található Leiria kerület a portugál:
- cement-,
- üveg- és
- porcelángyártás központja.

A Mondego partján áll Közép-Portugália („Beira”) legnagyobb városa, Coimbra